# Eremochen russelli
Eremochen russelli — викопний вид гусеподібних птахів родини Качкові (Anatidae). Вид існував у пліоцені у Північній Америці. Скам'янілі рештки птаха знайдені у відкладеннях формування Джунтера у штаті Орегон, США. Голотип включає проксимальний кінець лівої плечової кістки.